# Castelo Borve (Benbecula)

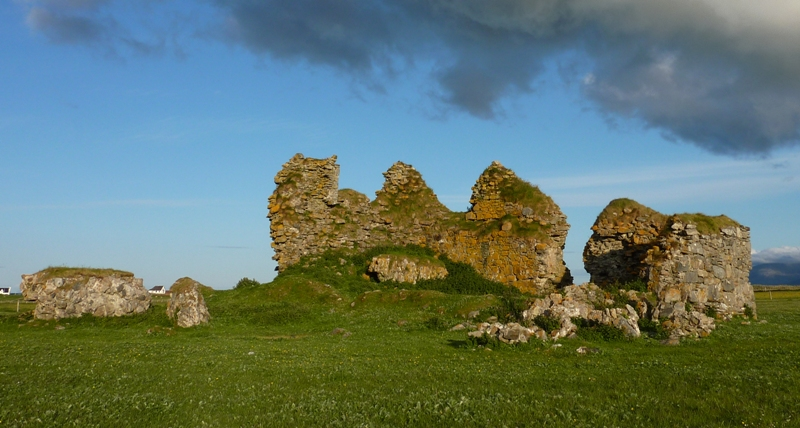
Castelo Borve, Escócia

O Castelo Borve (em inglês:  Borve Castle) é um castelo atualmente em ruínas localizado em South Uist, Hébridas Exteriores, Escócia.

## História
Não há registos de quem o construiu, mas os historiadores MacGibbon e Ross atribuem a Lady Amy MacRuari, esposa de John de Isla, na segunda metade do século XIV.
Foi um antigo bastião do Clã MacDonald de Benbecula, sendo ocupado até ao início do século XVII.
Foi visitado pelo Reverendo Aeneas Macdonald em 1913.

## Estrutura
As ruínas medem 18 metros por 11 metros, com paredes de 1,5 a 2,7 metros de espessura, com uma altura de 9 metros, indicando que teria pelo menos três pisos.